# Technical Diving International
Technical Diving International (TDI) ist eine weltweit operierende und zertifizierende kommerzielle Tauchausbildungsorganisation mit Sitz in Topsham, Maine, USA. TDI wurde im Jahre 1994 gegründet und bietet Tauchausbildung für nahezu alle Bereiche des Technischen Tauchens an. Nach eigenen Angaben sieht sich TDI als größte Tauchausbildungsorganisation im Technischen Tauchen.

## Ausbildungssystem
Das Ausbildungssystem bei TDI enthält die Stufen Basic Nitrox Diver, Advanced Nitrox Diver, Decompression Procedures, Trimix Diver und Advanced Trimix Diver
Der TDI Nitrox Kurs ist ein Einsteiger-Kurs für Taucher, welche Nitrox als Atemgas verwenden möchten. Im Kurs werden Vorteile, Gefahren und die richtigen Techniken vermittelt, um mit Nitroxgemischen zwischen 22 % und 40 % Sauerstoffgehalt zu tauchen. Der TDI Advanced Nitrox Kurs qualifiziert Taucher, Nitroxgemische von EAN21 bis zu reinem Sauerstoff einzusetzen. Die maximale Tiefe in diesem Kurs beträgt 40 Meter, es handelt sich um Nullzeittauchgänge.
Der TDI Decompression Procedures Kurs bereitet den Kursteilnehmer auf geplante stufenweise Dekompression vor. Mit einer maximalen Tiefe von 45 Metern gilt dieser Kurs als erster Schritt hinter die Grenzen des normalen Sporttauchens. Die Kurse Advanced Nitrox Diver und Decompression Procedures werden meist als Kombinationskurs angeboten und bilden das Fundament für die weiteren Kurse im Technischen Tauchen.
Im TDI Trimix Kurs werden die Kenntnisse vermittelt, die benötigt werden, um sicher mit Trimix mit nicht weniger als 18 % Sauerstoff bis zu einer maximalen Tiefe von 60 Metern zu tauchen. Der TDI Advanced Trimix Diver Kurs bildet den Kursteilnehmer aus, Tauchgänge bis 100 Meter durchzuführen. Es kommen hypoxische Trimix-Mischungen (unter 17 % Sauerstoffgehalt) zum Einsatz.